# Invasie in de Varkensbaai

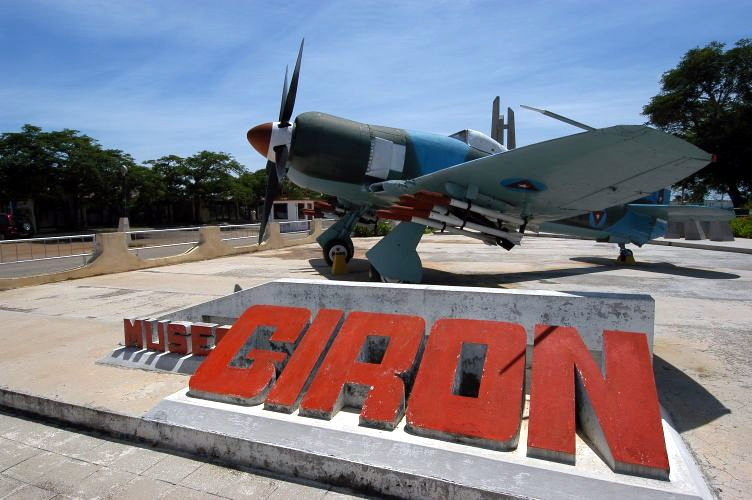
Monument aan Playa Girón

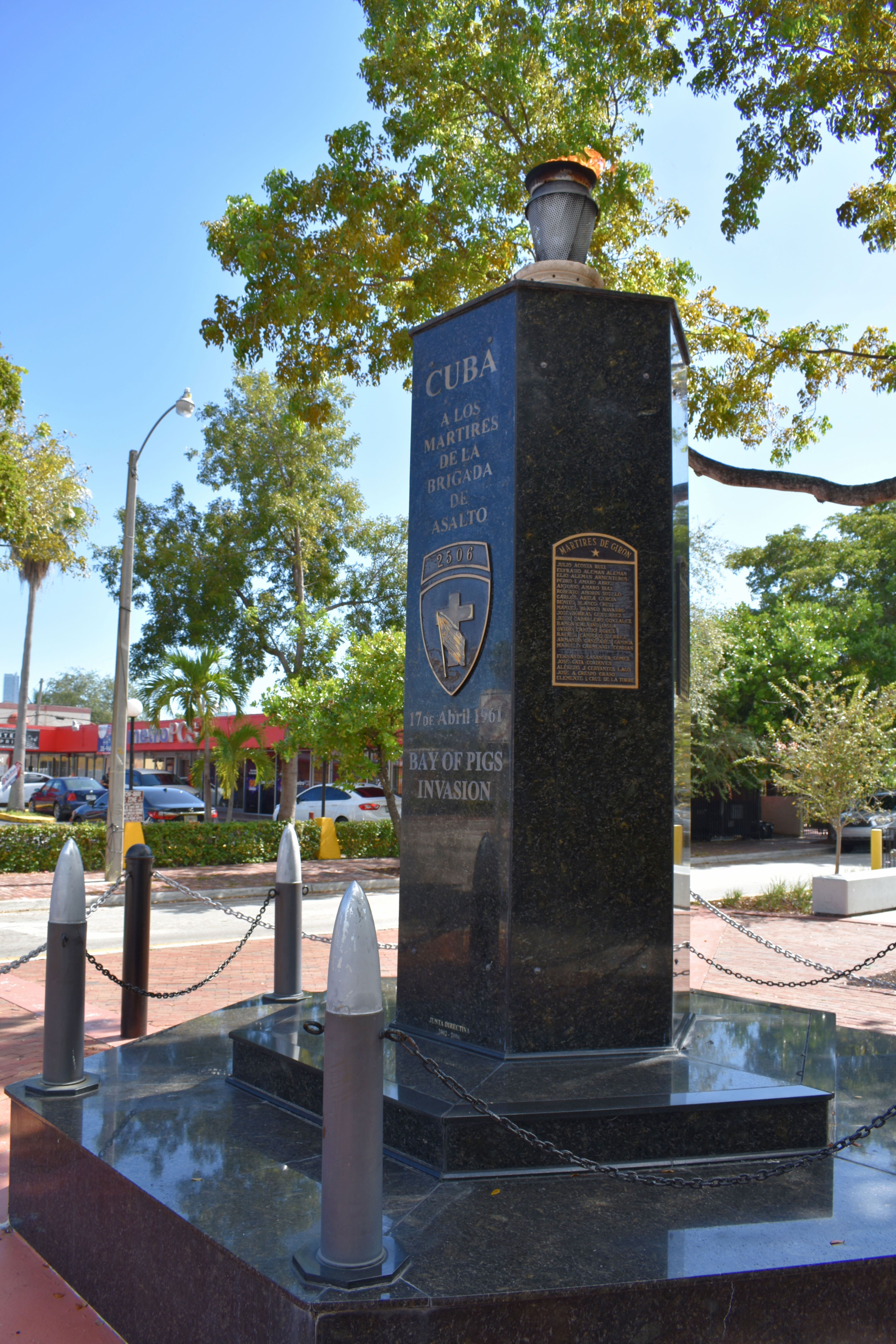
Monument in Little Havana, Miami

De Invasie in de Varkensbaai op Cuba is de mislukte invasie aldaar door rechtse Cubaanse ballingen in april 1961, gesteund door de Amerikaanse CIA. Fidel Castro was op Cuba in 1959 aan de macht gekomen. De invasie had het doel het linkse bewind van Fidel Castro omver te werpen. De aanval werd afgeslagen waarna Castro en zijn bewind zich sterker gingen richten op de Sovjet-Unie en het communisme.

## Voorbereidingen
Op 3 januari 1961 verbrak Dwight D. Eisenhower, als een van zijn laatste handelingen als president, de diplomatieke betrekkingen met Cuba. Vlak daarna werd hij opgevolgd door de democraat John F. Kennedy, die in de presidentiële verkiezingen van november 1960 de Republikeinse vicepresident Richard Nixon met geringe marge had verslagen. 
De belangrijkste erfenis die Eisenhower voor hem naliet, had betrekking op Cuba. Op 29 november van het voorgaande jaar had deze de plannen goedgekeurd voor een invasie van het eiland door Cubaanse ballingen, onder toezicht van de CIA. Met name de vice-directeur Cabell en de directeur waren hier goed van op de hoogte. Op tal van plaatsen in het zuiden van de Verenigde Staten werden met hulp van de CIA Cubaanse ballingen getraind voor de invasie; het gemak waarmee de Amerikaanse betrokkenheid kon worden aangetoond, leidde ertoe dat Kennedy de invasieplannen met het grootste wantrouwen bezag, en een maand tevoren opdracht gaf om de plannen drastisch te wijzigen.

## Invasie
Kennedy, die vooral bezorgd was om de zichtbare betrokkenheid van de VS, verzekerde tevoren in de media dat wie een inval deed op Cuba, daarbij zeker niet zou worden gesteund door de Amerikaanse strijdkrachten. Het resulteerde in een nieuw en vooral minder grootschalig plan, terwijl het in de Amerikaanse media inmiddels gonsde van de geruchten over een ophanden zijnde invasie van Cuba. 
Op 17 april 1961 vond de invasie in de Varkensbaai en op Playa Girón plaats; volgens het oorspronkelijke plan zouden twee dagen tevoren de militaire vliegvelden van Cuba worden gebombardeerd door de VS, maar dit onderdeel werd op last van Kennedy geschrapt.  Omdat luchtoverwicht een cruciaal onderdeel van het invasieplan was, werden hiermee de kansen op een overwinning voor de Cubaanse ballingen drastisch verkleind. Ook Kennedy's weigering Amerikaanse troepen in te zetten als de invasie zou misgaan, droeg daar aan bij.
In de laatste uren, toen de kleine luchtmacht van Castro de landingspoging al bijna had afgeslagen, werd Kennedy gebeld door generaal Charles Cabell, adjunct-hoofd van de CIA, met de mededeling dat de motoren van de Amerikaanse vliegtuigen al warmliepen op vliegdekschepen vlak voor de kust van het eiland. De dreigende mislukking van de invasie zou zo binnen enkele minuten worden gekeerd; Kennedy hoefde alleen maar zijn toestemming te verlenen. De president weigerde echter aan dit verzoek te voldoen.
De strijd in de Varkensbaai werd na drie dagen definitief beslist in het voordeel van de Cubaanse regering. De ballingen leden een zware nederlaag. Van het 1300 man sterke invasieleger werden er 90 gedood en 1189 gevangengenomen. Na 20 maanden werden zij vrijgelaten, nadat de VS 53 miljoen dollar aan Cuba hadden betaald voor voedsel en medicijnen. Na de actie werd generaal Cabell als adjunct-hoofd van de CIA door Kennedy ontslagen.